# Sperrstelle Wägital

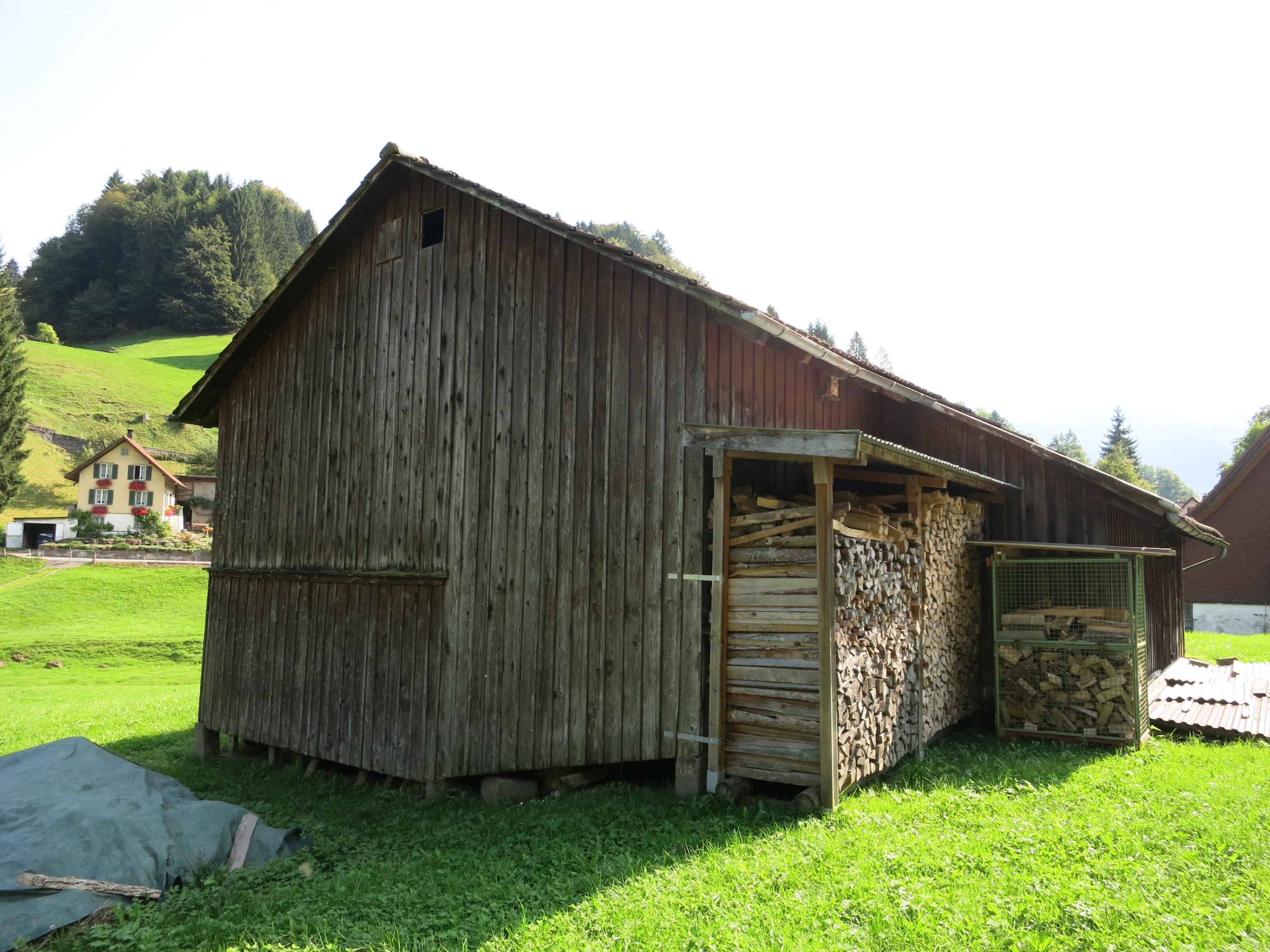
Infanteriebunker Grütt-Chalet

Die Sperrstelle Wägital (Armeebezeichnung Nr. 2414) war eine Verteidigungsstellung der Schweizer Armee. Sie befindet sich am ehemaligen Reduiteingang im Wägital im Kanton Schwyz. Die Reduitlinie wurde ab 1941 gebaut, gehörte zum Einsatzraum der 7. Division und ab 1947 zur Reduitbrigade 24.

## Geschichte
Die rund 600 Kampfbauten, die von 1939 bis 1945 im Kanton Schwyz erstellt wurden, waren in Sperren und Stützpunkte integriert und je nach Auftrag mit unterschiedlichen Waffentypen ausgerüstet. Die 6. und 7. Division plante bei gleicher Funktion unterschiedliche Bunkertypen, die meistens von Baumeistern aus der Gegend ausgeführt wurden.
Diese Anlagen sollten im Dispositiv der 6. und 7. Division als Teil des Réduit national einen Stoss durch den voralpinen Teil des Kantons Schwyz in den Talkessel von Schwyz und von dort weiter in Richtung Gotthard verhindern. 
Im Januar 1941 erhielt die 7. Division vom 4. Armeekorps den folgenden Auftrag: Sperrt den Zugang zum Wägital und deckt das obere Sihltal und den Raum von Einsiedeln mit Schwergewicht am Stützpunkt Etzel. Sperrlinie am Linthkanal und Sicherung am oberen Zürichsee. Die bestehenden Stützpunkte sind auszunützen. Weitere Stützpunkte sind als Rückhalt für die bewegliche Verteidigung an den Höhen zwischen dem oberen Zürichsee und dem oberen Sihltal einzurichten.
Die «Kampfgruppe Pfiffegg» hatte mit einer Füsilierkompanie, einem Mitrailleurzug und zwei Infanteriekanonen den Zugang zum Wägital bei der Einmündung des Trepsenbaches in die Wägitaler Aa zu sperren und einen feindlichen Stoss in den Sihlseeraum zwischen Pfiffegg und Stoffel zu verhindern. Die Sperrstelle Wägital bildete den Abschnitt der Reduitgrenze zwischen der Sperrstelle Etzel, der «Kampfgruppe Oberegg» und der Kampfgruppe «Bataillon Linth» mit der Sperrstelle Reichenburg-Mösli (Nr. 2425).
Die Befestigungsanlagen bestehen aus Strassenbarrikaden, Geländepanzerhindernissen in Form von Tankgraben und Tankmauern, Panzerabwehrbunkern, Maschinengewehrbunkern, Unterständen, Artillerie-Kommandoposten-Kavernen, Artilleriebunkern und permanenten Artilleriegeschützbettungen.
Sie wurden in den Nachkriegsjahren weiterbetrieben und mit neueren Waffentypen ausgerüstet.

## Sperrstelle Wägital
Die Sperrstelle Grütt-Vorderthal/Sonne-Wägital (Nr. 2414/2415) im Wägital hatte einen Übergang über die Sattelegg zum Sihlsee und in den Raum Schwyz zu verwehren. Neben drei Bunkern waren zahlreiche Strassenbarrikaden und zwei Artilleriestellungen erstellt worden.
- Infanteriebunker Grütt-Strasse A 6965: 2 Maschinengewehre (Mg), 2 Leichtmaschinengewehre (Lmg), 2 Beobachter (Beob) ⊙
- Infanteriewerk Grütt-Gross (inklusive Unterstand) A 6966: Panzerabwehrkanone (Pak), 2 Mg, Lmg, 3 Beob 	⊙
- Infanteriebunker Grütt-Chalet A 6967: Mg, Lmg, Beob ⊙

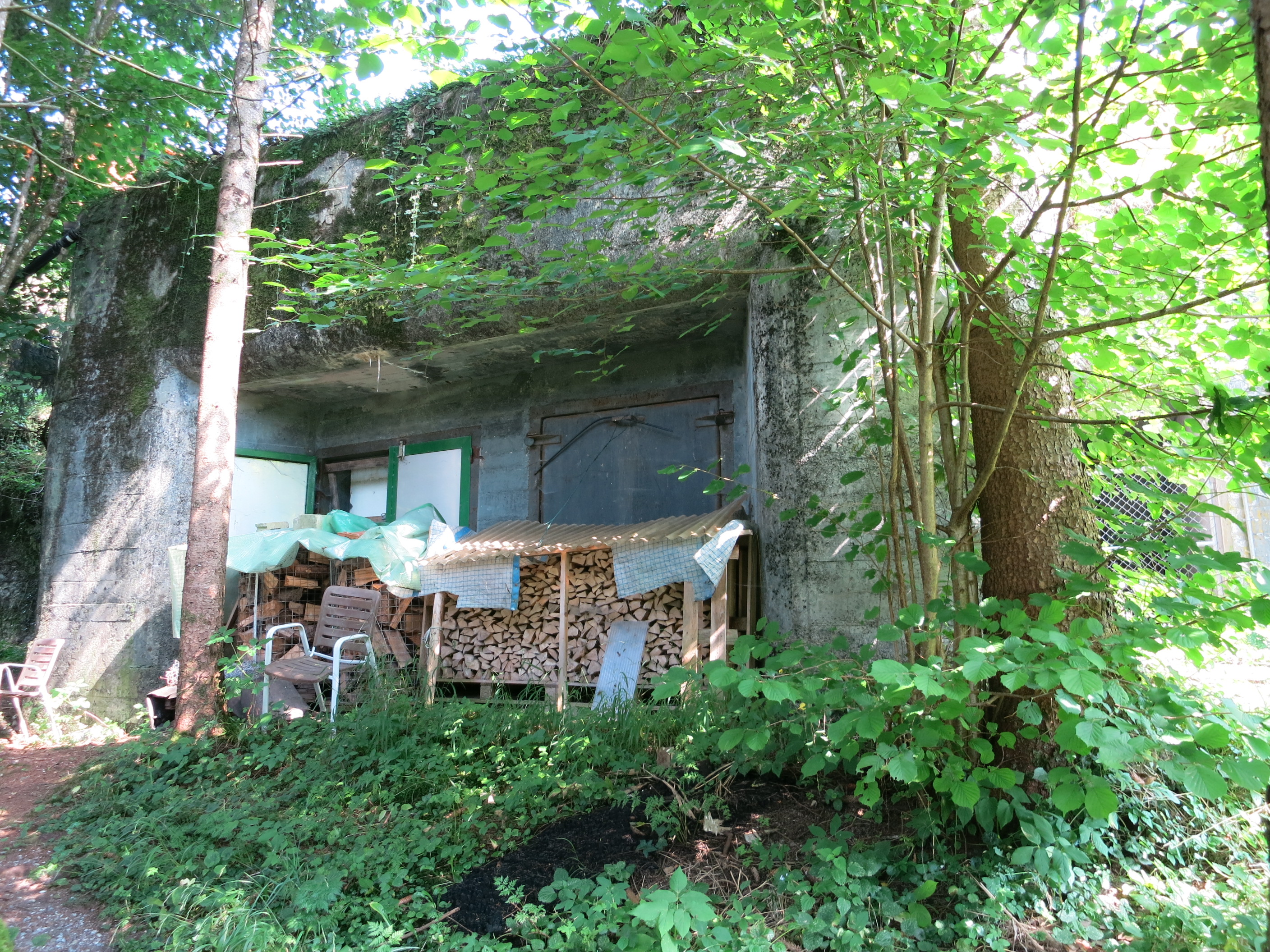
Infanteriebunker Grütt-Strasse A 6965
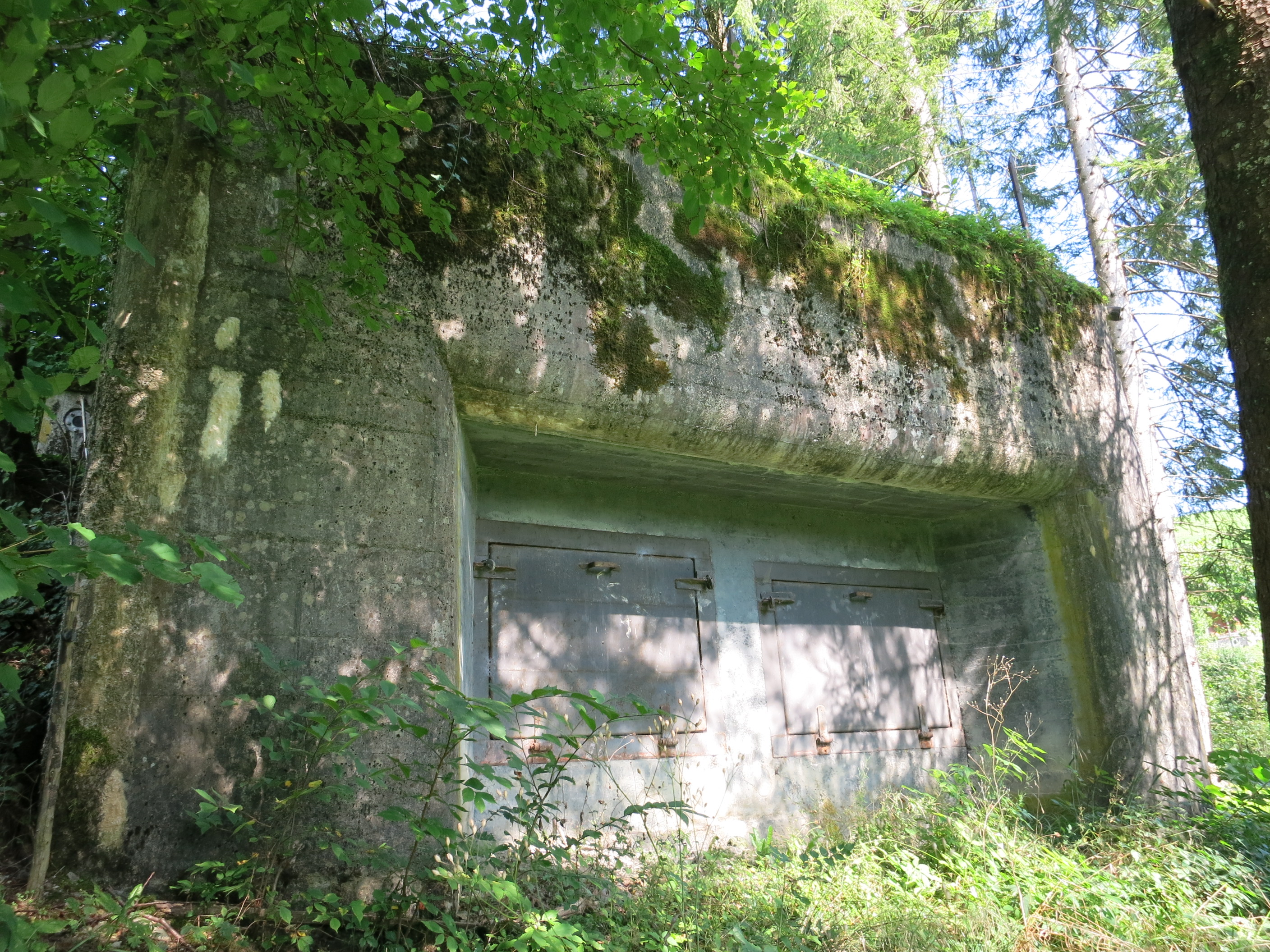
Infanteriewerk Grütt-Gross A 6966
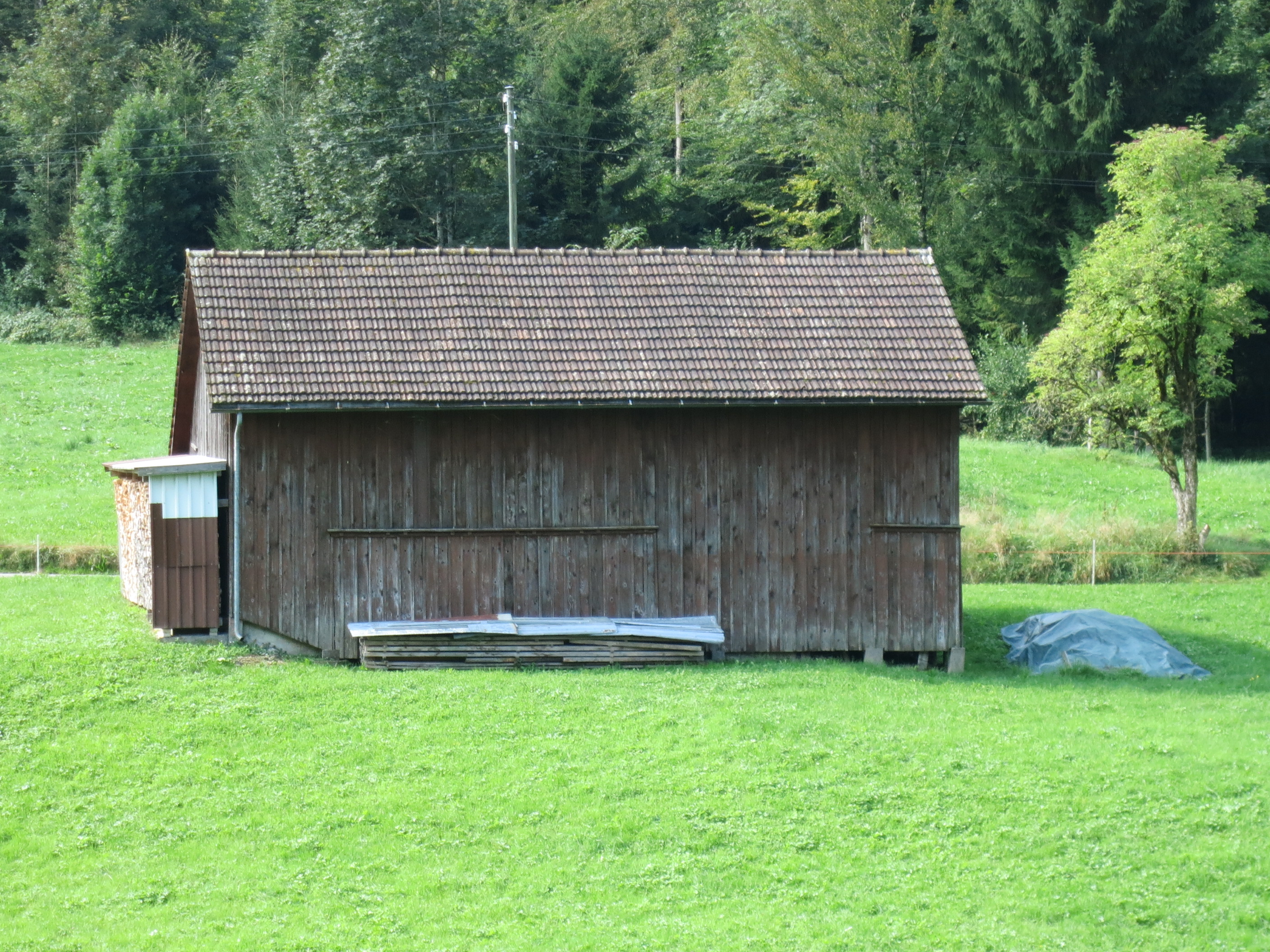
Infanteriebunker Grütt-Chalet A 6967
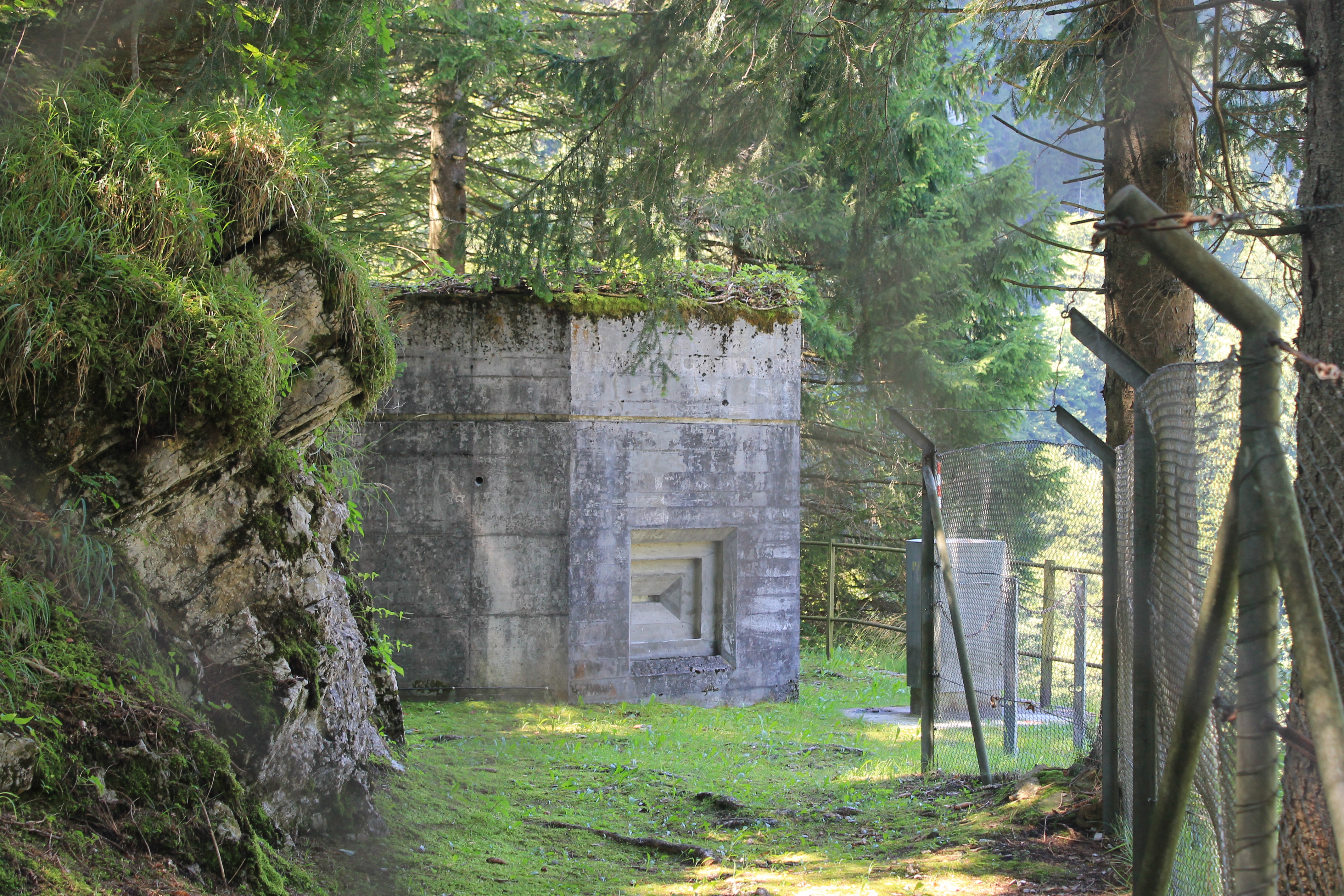
Verbunkerter Beobachtungsstand Wasseralarm Staumauer

- Barrikade Mühle-Siebnen T 3539 	⊙
- Barrikade Rempen-Vorderthal T 3540 	⊙
- Barrikade Hackenruten-Vorderthal T 3541 	⊙
- Barrikade Grütt Vorderthal Strasse T 3542 	⊙
- Barrikade Schrah-Innerthal T 3543 	⊙
- Barrikade Staudamm Süd T 3544 	⊙
- Sprengobjekt Strasse Innerthal-Siebnen M 2883 	⊙[1]

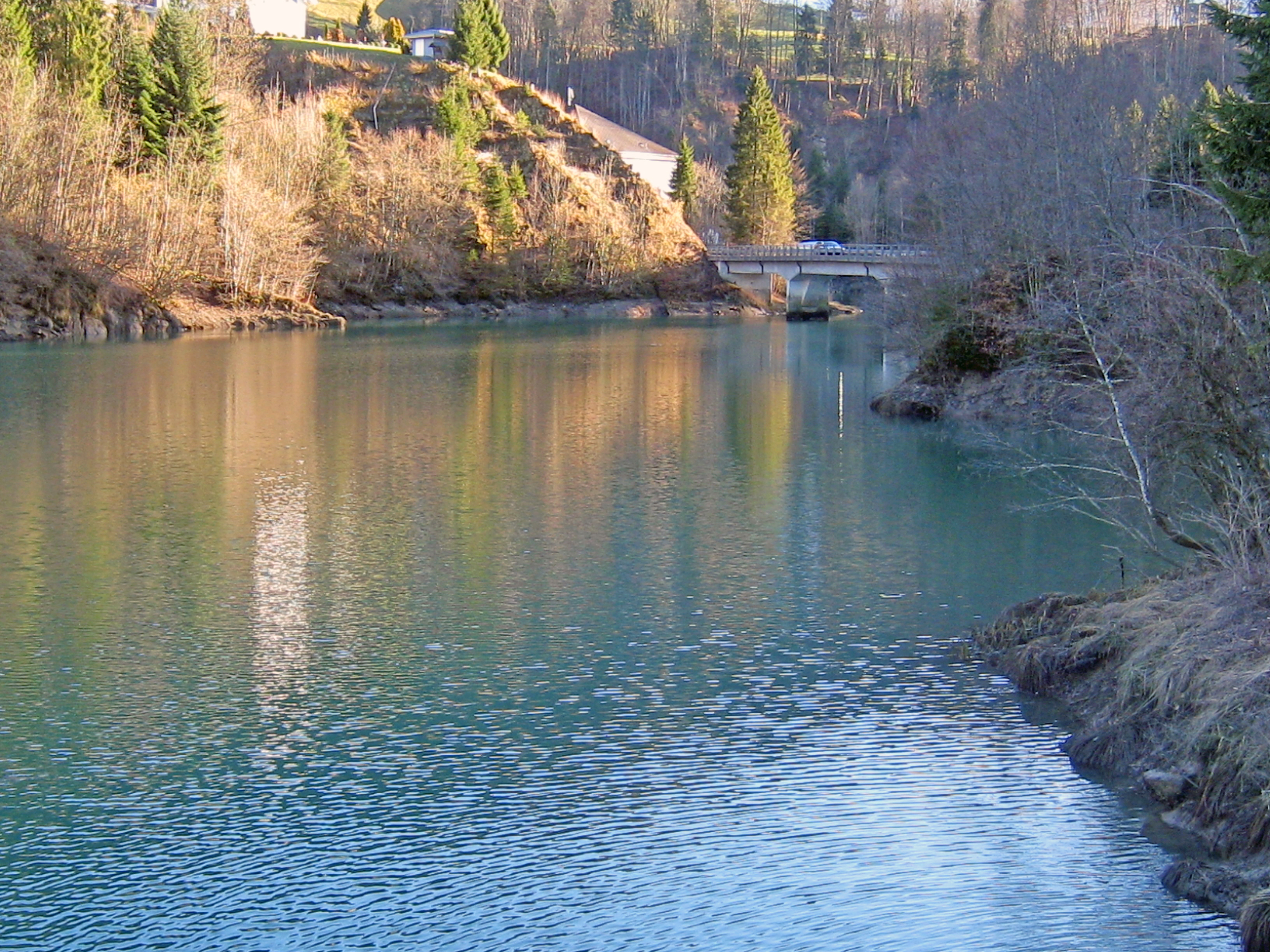
ehemalige Barrikade Rempenbrücke
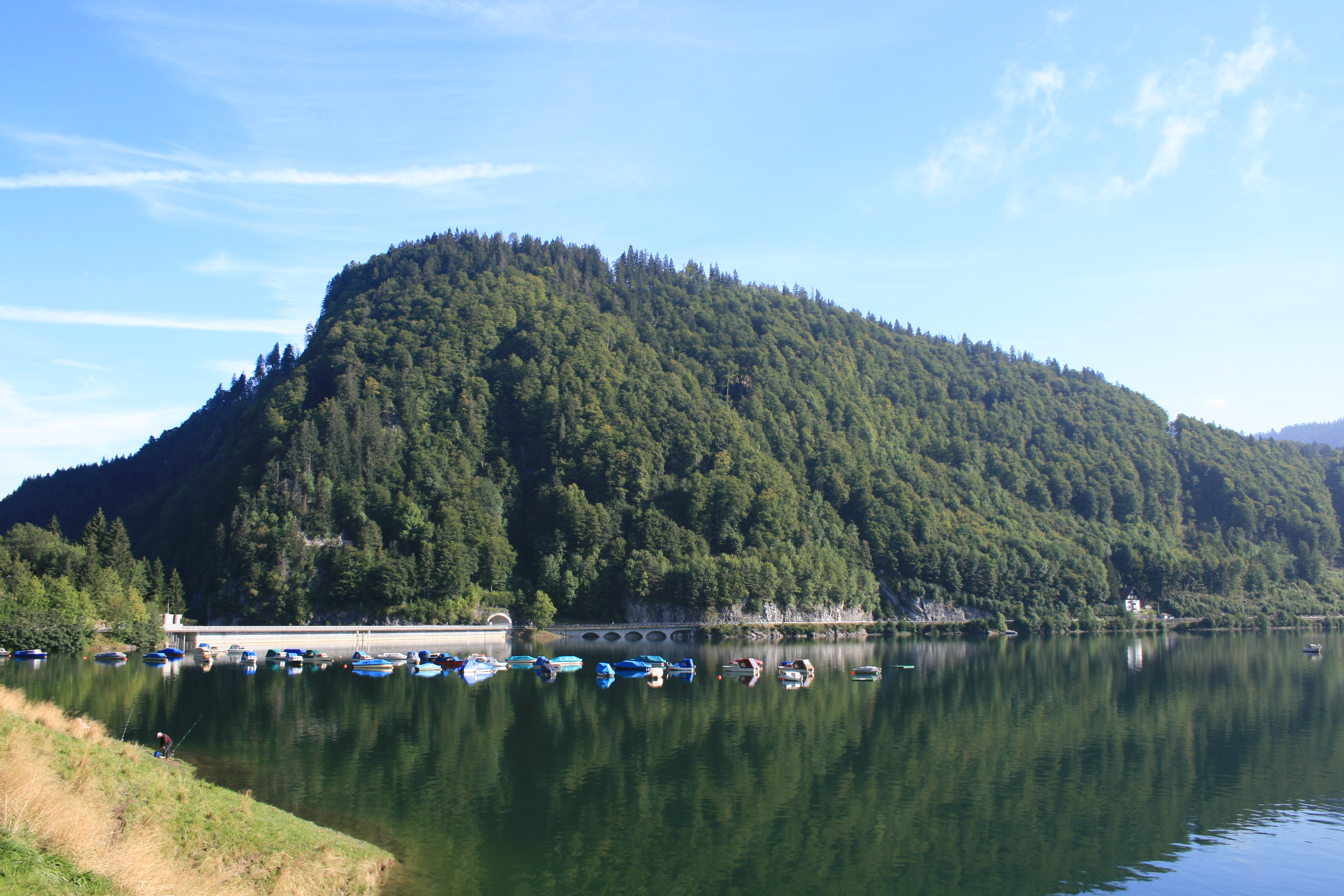
ehemalige Barrikaden beidseits Staudamm Wägitalersee

## Artilleriestellung Bannwald
Die Artilleriestellungen waren mit 10,5-cm-Haubitzen bewaffnet.
- Artilleriestellung Bannwald 1 A 6960 	⊙
- Artilleriestellung Bannwald 2 A 6961 	⊙
- Artilleriestellung Bannwald 3 A 6962	⊙
- Artilleriestellung Bannwald 4 (abgebaut) A 6963 	⊙[2]

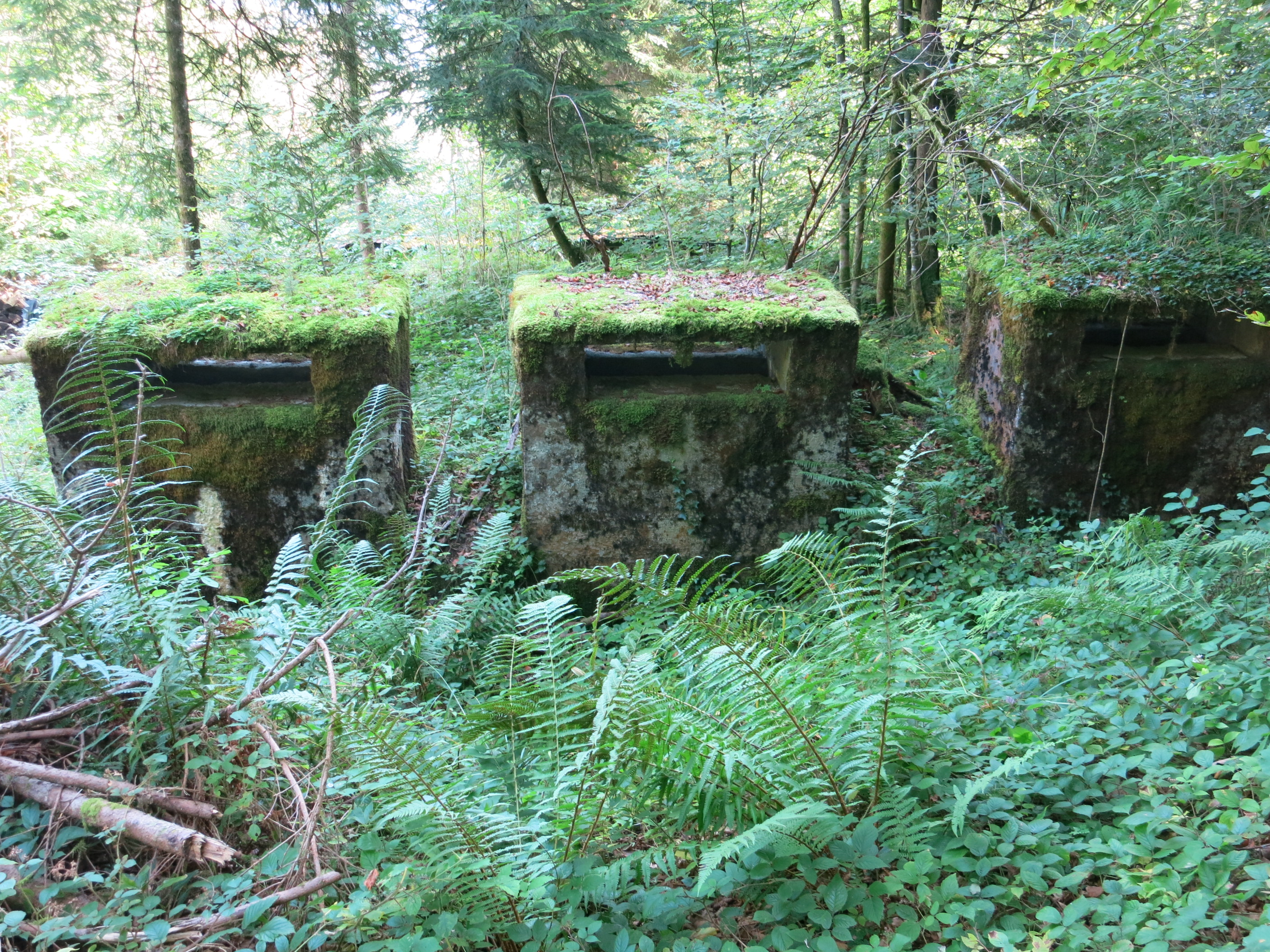
Artilleriestellung Bannwald 1 A 6960
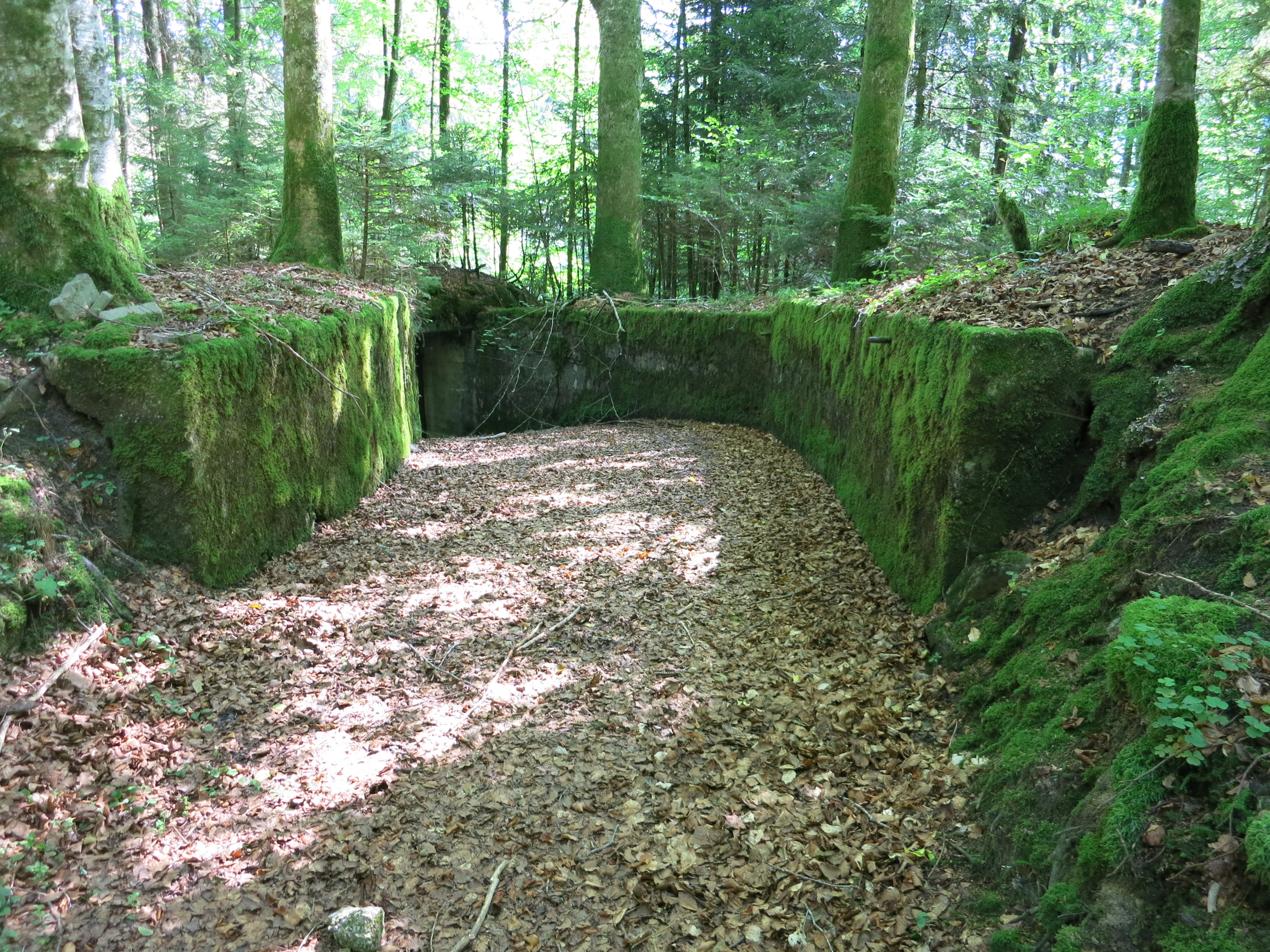
Artilleriestellung Bannwald 2 A 6961
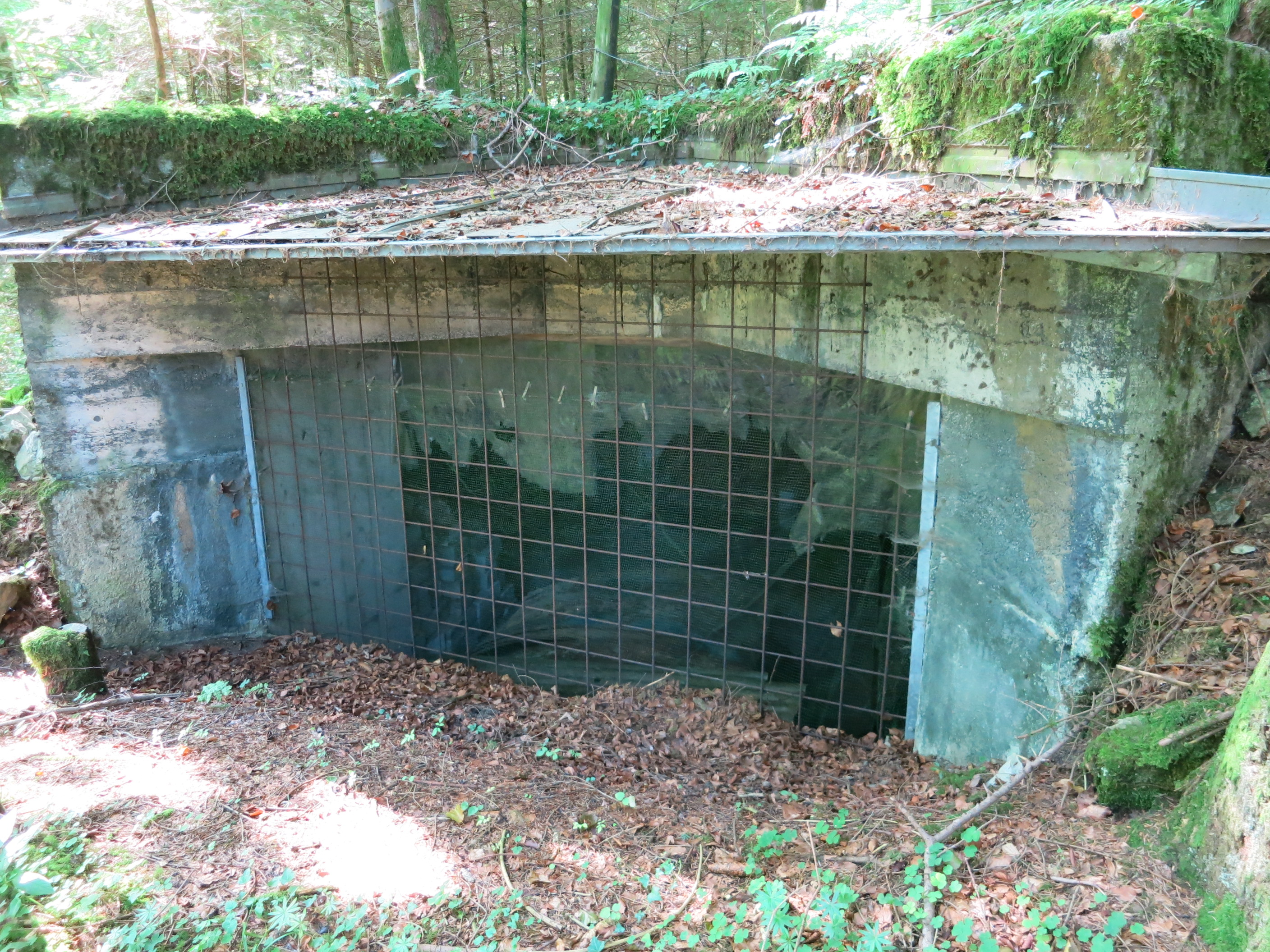
Artilleriestellung Bannwald 2 A 6961
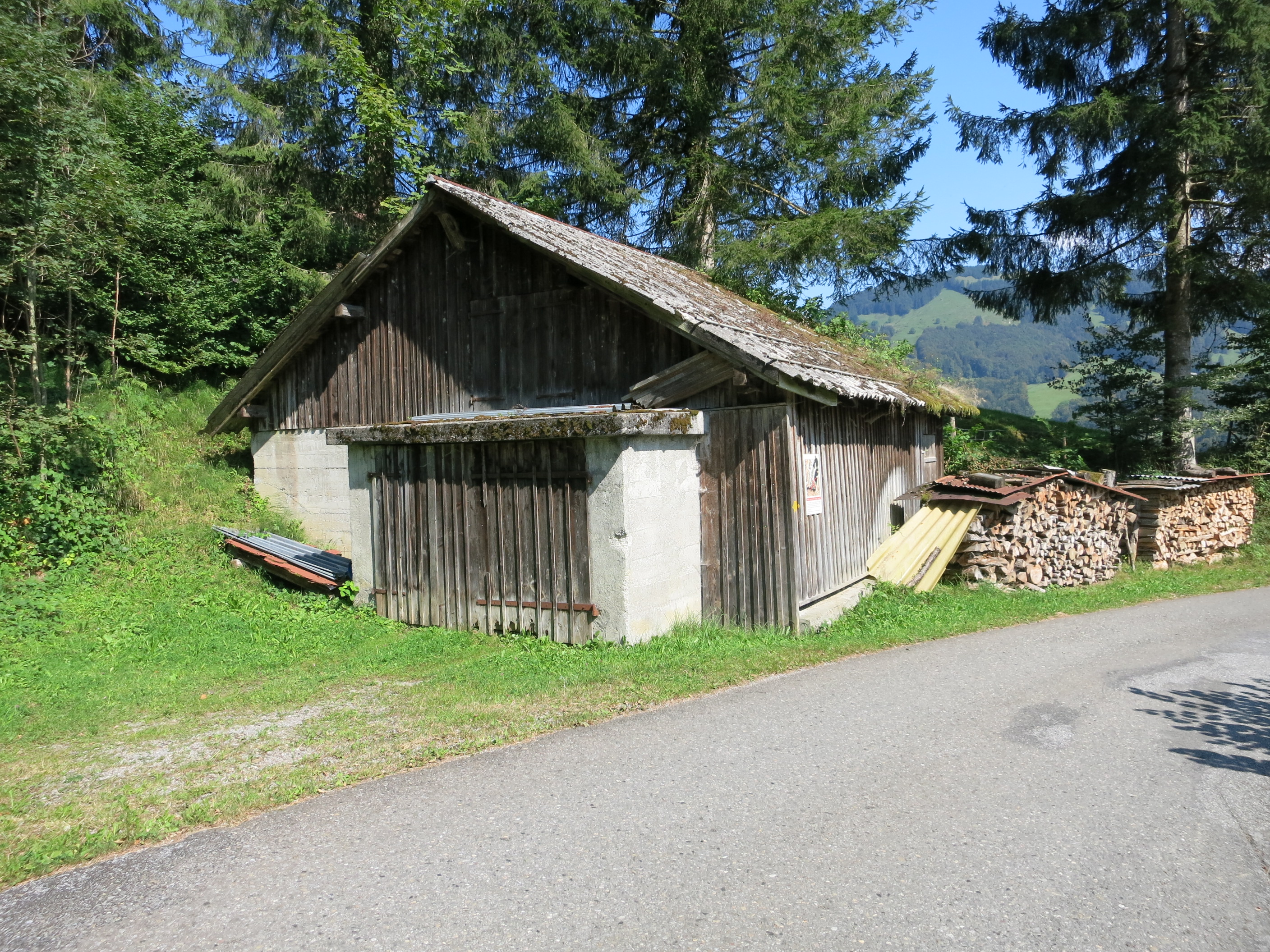
Artilleriestellung Bannwald 3 A 6962

## Artilleriestellung Kirchplatte
- Artilleriestellung Kirchplatte: Munitionskaverne A 6970 	⊙
- Artilleriestellung Kirchplatte A 6971	⊙
- Artilleriestellung Kirchplatte A 6972	⊙
- Artilleriestellung Kirchplatte A 6973	⊙
- Artilleriestellung Kirchplatte A 6974	⊙[3]

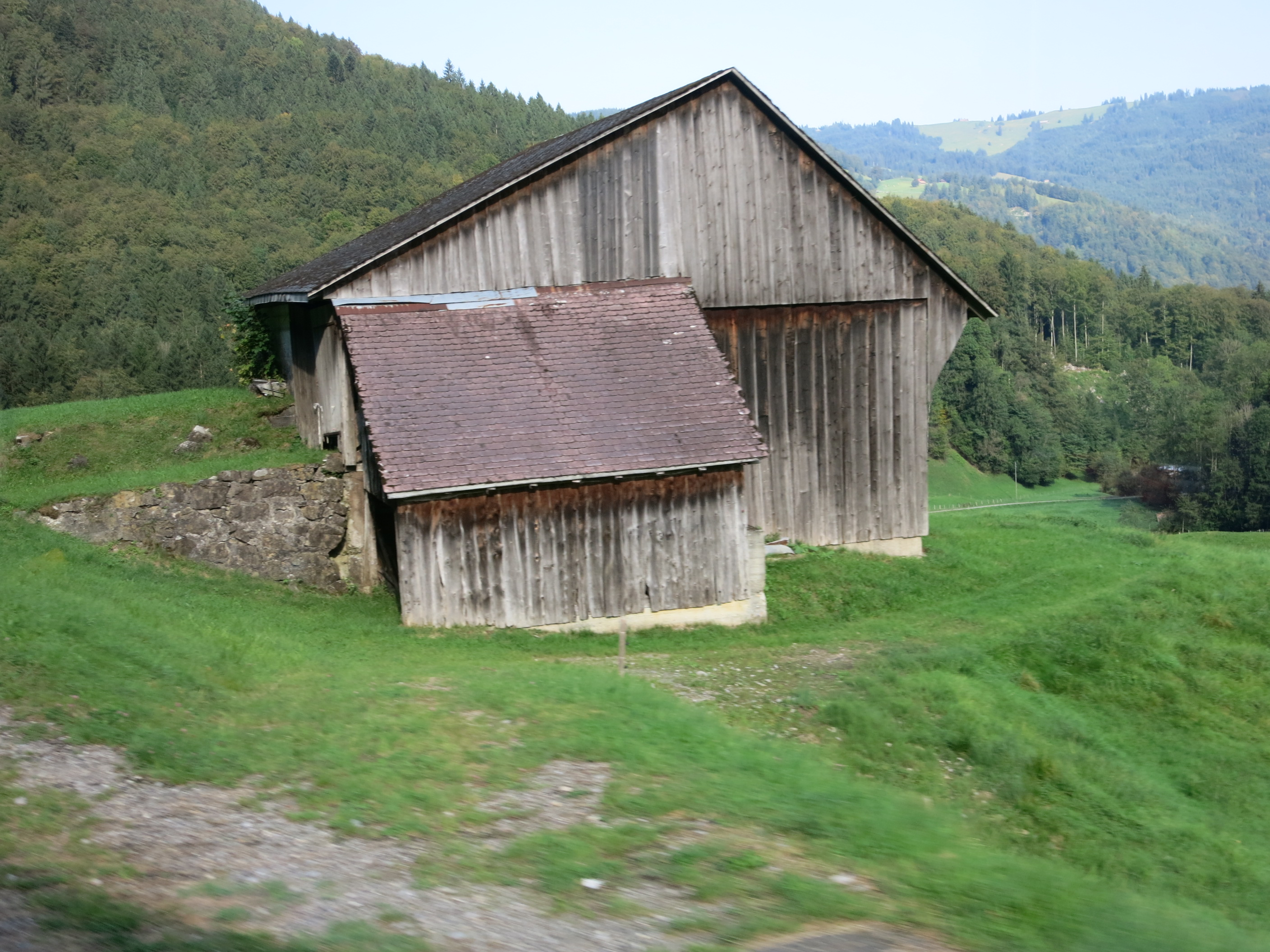
Artilleriestellung Kirchplatte A 6971
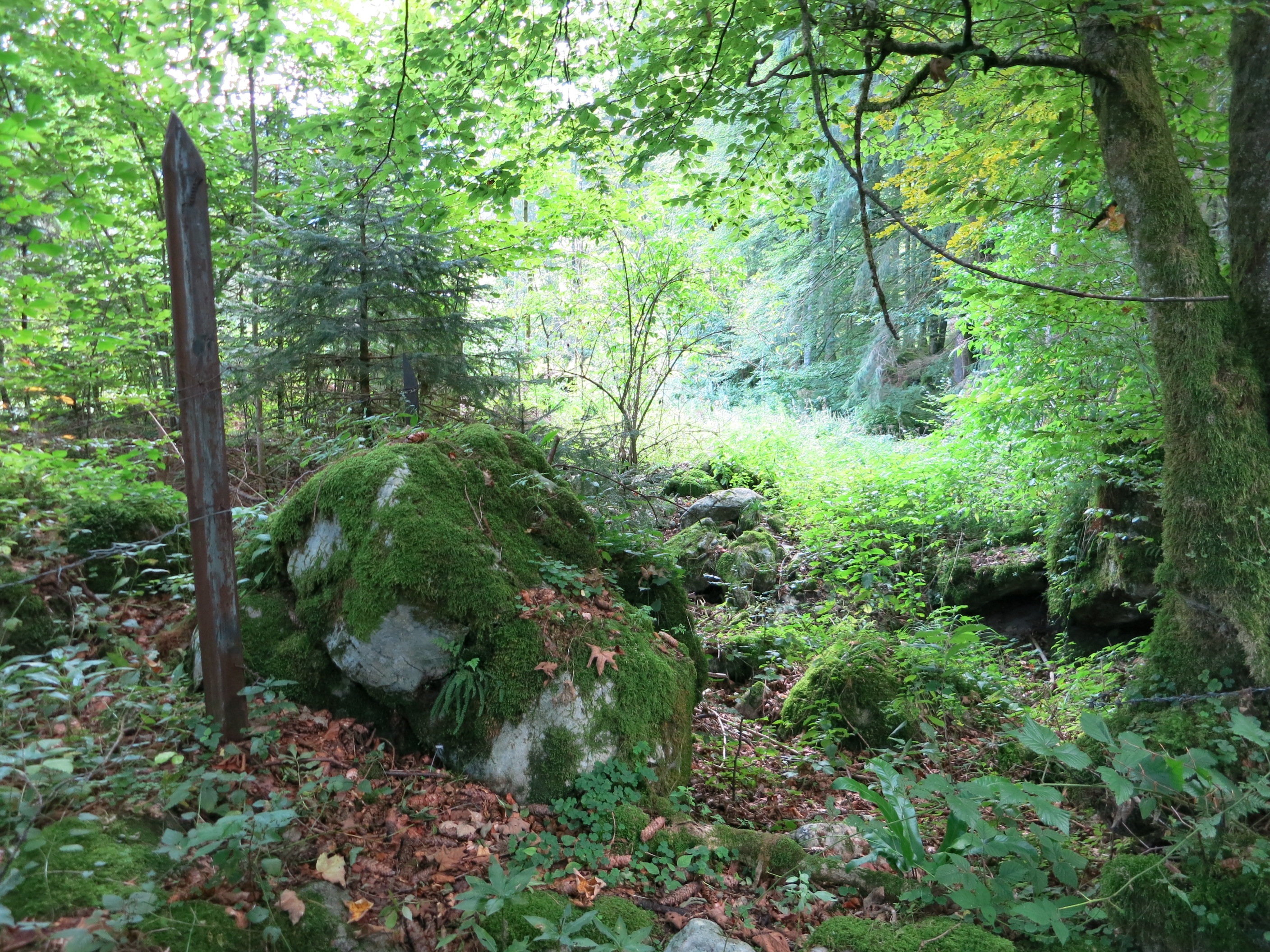
Artilleriestellung Kirchplatte A 6972
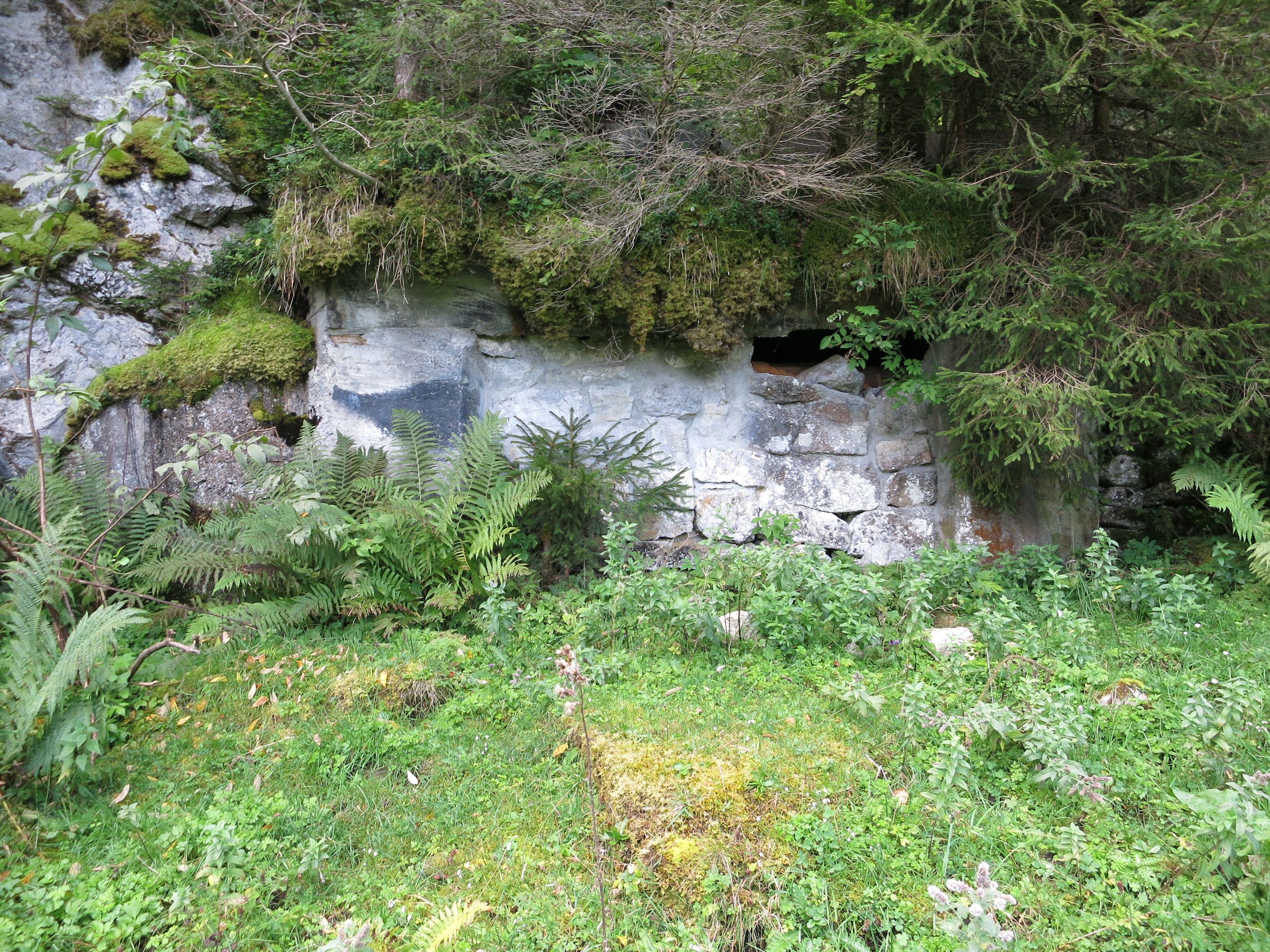
Artilleriestellung Kirchplatte A 6973
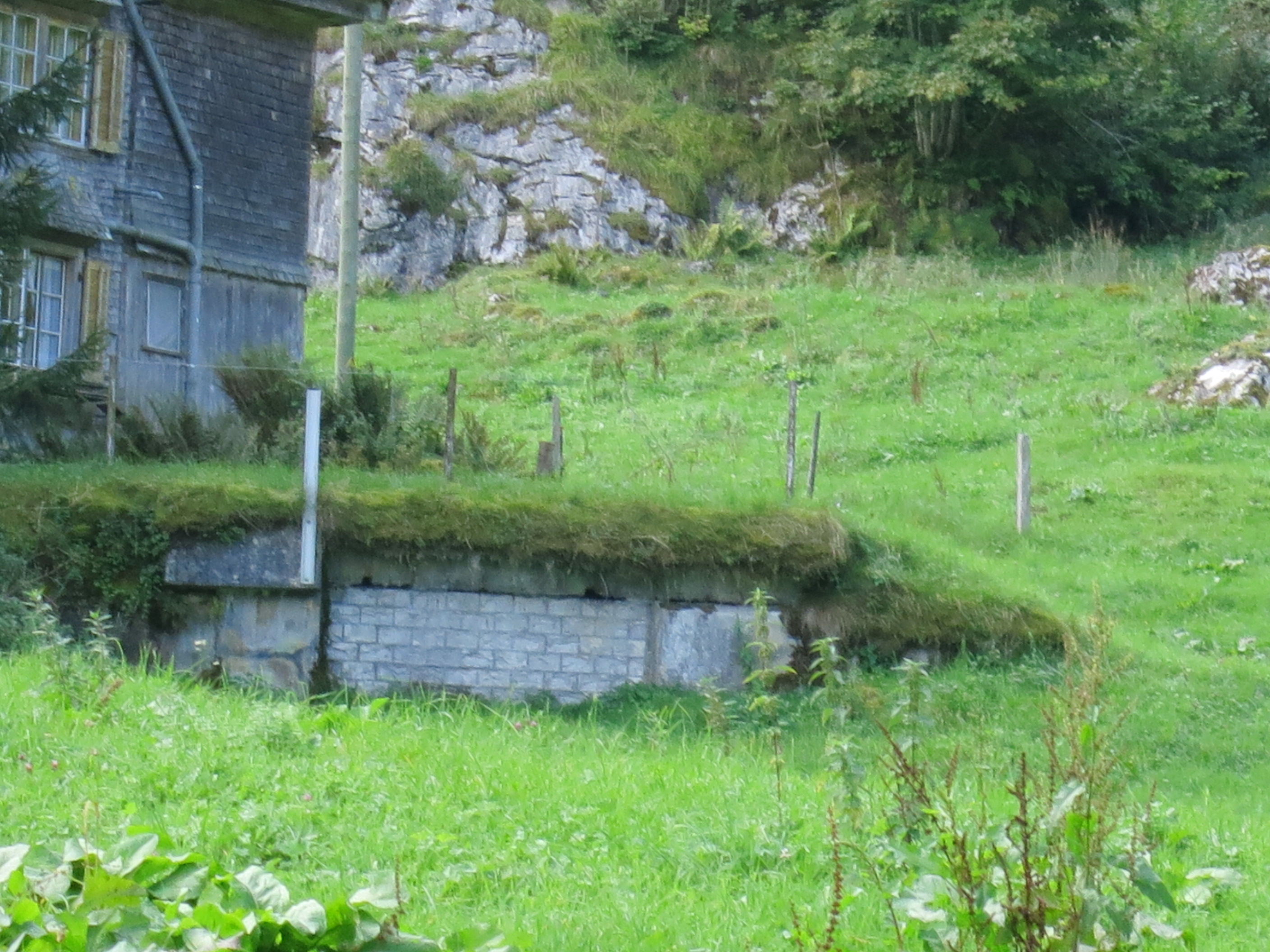
Artilleriestellung Kirchplatte A 6974